# Каннський кінофестиваль 1952
5-й Каннський міжнародний кінофестиваль відбувся з 23 квітня по 10 травня у Каннах, Франція. На фестивалі було представлено 43 фільми конкурсної програми, один поза конкурсом та 51 короткометражний фільм. Фестиваль було відкрито показом стрічки режисера Вінсента Міннеллі Американець у Парижі.

## Журі
До складу журі ввійшли виключно представники Франції:
- Моріс Женевуа — Голова журі; письменник
- Тоні Обен, композитор
- П'єр Бійон, режисер
- Патріс Шаплен-Міді, художник
- Луїс Шове, журналіст
- А. де Рувр, продюсер
- Гай Дессон, офіційний представник депутатів
- Габріель Дорзіа, акторка
- Жан Древіль, режисер
- Жак-П'єр Фрогера, продюсер
- Андре Лан, журналіст
- Жан Мінер, офіційний представник Національного центру кінематографії[fr] (CNC)
- Ремон Кено, письменник
- Мадам Жорж Бідо
- Жорж Рагіс, офіційний представник профспілок
- Шарль Вілдрак, письменник

## Фільми-учасники конкурсної програми
Повнометражні фільми
| Фільм                         | Назва мовою оригіналу               | Режисер                                       | Країна                     |
| ----------------------------- | ----------------------------------- | --------------------------------------------- | -------------------------- |
| Аварійна посадка              | Nødlanding                          | Арне Скоуен                                   | Норвегія                   |
| Американець у Парижі          | An American in Paris                | Вінсент Міннеллі                              | США                        |
| Безсмертний гімн              | Amar Bhoopali                       | Раджарам Ванкудре Шантарам                    | Індія                      |
| Бенкет контрабантистів        | The Smugglers' Banquet              | Анрі Сторк                                    | Бельгія ФРН                |
| Віва, Сапата!!                | Viva Zapata!                        | Еліа Казан                                    | США                        |
| Відсутність                   | La Ausente                          | Хуліо Брачо                                   | Мексика                    |
| Вона танцювала одне літо      | Hon dansade en sommar               | Арне Маттсон                                  | Швеція                     |
| Два гроші надії               | Due soldi di speranza               | Ренато Кастеллані                             | Італія                     |
| Детективна історія            | Detective Story                     | Вільям Вайлер                                 | США                        |
| Дівчина-диявол                | Der Weibsteufel                     | Вольфганг Лібенайнер                          | Австрія                    |
| Заплач, улюблена країно       | Cry, the Beloved Country            | Золтан Корда                                  | Велика Британія ПАР        |
| Людина посеред бурі           | 嵐の中の母 / Arashi no naka no hara | Кодзьо Саєкі                                  | Японія                     |
| Марія Морена                  | María Morena                        | Хосе Марія Форке та Педро Ласага              | Іспанія                    |
| Медіум                        | Il medium                           | Джан Карло Менотті                            | Італія                     |
| Мертве місто                  | Nekri politeia                      | Фріксос Іліадіс                               | Греція                     |
| На біс                        | Encore                              | Гарольд Френч, Пет Джексон та Ентоні Пеліссьє | Велика Британія            |
| Намі                          | 波 / Nami                           | Нобору Накамура                               | Японія                     |
| Ніч кохання                   | Lailat gharam                       | Ахмад Бадракан                                | Ефіопія                    |
| Останній рецепт               | Das Letzte Rezept                   | Рольф Ханзен                                  | ФРН                        |
| Отелло                        | Othello                             | Орсон Веллс                                   | США Італія Франція Марокко |
| Пази                          | Surcos                              | Хосе Антоніо Нівз Конде                       | Іспанія                    |
| Парсіфаль                     | Parsifal                            | Деніел Мангране та Карлос Серрано де Осма     | Іспанія                    |
| Повість про Гендзі            | 源氏物語 / Genji monogatari         | Кодзабуро Йосімура                            | Японія                     |
| Поліцейські та злодії         | Guardie e ladri                     | Маріо Монічеллі та Стено                      | Італія                     |
| Серед тисячі ліхтарів         | Unter den tausend Laternen          | Еріх Енгель                                   | Франція ФРН                |
| Серце світу                   | Herz der Welt                       | Гаральд Браун                                 | ФРН                        |
| Син Нілу                      | ابن النيل‎ / Ibn el-Nil              | Юсеф Шахін                                    | Ефіопія                    |
| Сходи в небо                  | Subida al cielo                     | Луїс Бунюель                                  | Мексика                    |
| Три жінки                     | Trois femmes                        | Андре Мішель                                  | Франція                    |
| Умберто Д.                    | Umberto D.                          | Вітторіо де Сіка                              | Італія                     |
| Ми всі вбивці                 | Nous sommes tous des assassins      | Андре Каятт                                   | Франція                    |
| Фанфан-тюльпан                | Fanfan la Tulipe                    | Крістіан-Жак                                  | Франція                    |
| Це трапилося у моєму кварталі | Pasó en mi barrio                   | Маріо Соффічі                                 | Аргентина                  |
| Шинель                        | Il Cappotto                         | Альберто Латтуада                             | Італія                     |
|                               | Tico-Tico no Fubá                   | Адольфо Челі                                  | Бразилія                   |

## Фільми позаконкурсної програми
- Багряна завіса, режисер Александр Астрюк,  Франція

## Переможці
- Гран-прі фестивалю
  - Два гроші надії, режисер Ренато Кастеллані
  - Отелло, режисер Орсон Веллс
- Особливий приз журі: Ми всі вбивці, режисер Андре Каятт
- Приз за найкращу чоловічу роль: Марлон Брандо — Віва, Сапата!
- Приз за найкращу жіночу роль: Лі Грант — Детективна історія
- Найкращий режисер: Крістіан-Жак — Фанфан-тюльпан
- Найкращий сценарій: П'єро Телліні — Поліцейські і злодії
- Найкраща музика: Свен Хельд — Вона танцювала одне літо
- Найкращий ліричний фільм: Медіум — Джан Карло Менотті
- Приз за найкращий короткометражний фільм: Шотландська рада — Херман Ван Дер Хорст
- Приз Міжнародної Католицької організації в області кіно (OCIC): Два гроші надії, режисер Ренато Кастеллані
- Особливий приз Міжнародної Католицької організації в області кіно (OCIC): Життя Ісуса[fr], режисер Марсель Жібо